# نجم الجبوري
نجم عبد الله الجبوري (28 تشرين الأول/أكتوبر 1956 - ) سياسي وعسكري عراقي برتبة فريق، قاد قوات الجيش العراقي خلال معركة الموصل (2016-2017)، وشغل منصب محافظ محافظة نينوى من 2020 حتى استقالته عام 2023.

## حياته وتعليمه
ولد الجبوري في 28 أكتوبر 1956 في القيارة جنوب الموصل. تلقى تعليمه الابتدائي في سامراء والكوت. التحق بالكلية الحربية عام 1976 وتخرج منها برتبة ملازم أول لاحقاً عام 1979. شارك في الحرب العراقية الإيرانية وحرب الخليج عام 1991. واستمر في الخدمة العسكرية حتى الغزو الأمريكي للعراق وسقوط نظام صدام حسين في عام 2003.
يعتبر نجم عبد الله الجبوري من قدامى المحاربين في الجيش العراقي البعثي والجيش العراقي بعد الغزو. وكان رئيساً لمدينة تلعفر من حزيران 2005 إلى 2008، وساعد قوات التحالف في عمليات مكافحة التمرد. وبعد ذلك، انتقل إلى الولايات المتحدة في عام 2008 لكنه عاد إلى العراق في وقت لاحق من عام 2015 بعد أن عاش في فرجينيا لمدة ثماني سنوات. وفي عام 2009، عمل باحثًا في جامعة الدفاع الوطني في واشنطن العاصمة بعد تخرجه في نفس العام.

## استقالته
نشر الجبوري في 26 نوفمبر/ تشرين الثاني 2023 استقالته على موقع فيسبوك، معللاً بأنها جاءت بعد فشل اكتمال اجراءات اجتثاث البعث الخاصة به، حيث لا يسمح القانون العراقي بتولي أعضاء حزب البعث أي وظيفة حكومية طبقًا لقانون المساءلة والعدالة ، وكون الجبوري عضواً في الحزب فقد منح استثناءً خاصًا لتولي مناصبه السابقة لكن هذا الاستثناء ألغي لاحقًا مما دفعه للاستقالة.